# Olivier Père
Olivier Père (Marsiglia, 17 marzo 1971) è un critico cinematografico e giornalista francese.

## Biografia
Nato a Marsiglia nel 1971, ha studiato Lettere all'Università Sorbonne Nouvelle di Parigi.
Assunto alla Cineteca francese nel 1995, è diventato presto responsabile di programmazione e organizza numerosi omaggi e rassegne tematiche. Nel 1996 ha avviato in parallelo una lunga collaborazione con il festival cinematografico "Entrevues" di Belfort, quale organizzatore di retrospettive. Dal 1997 collabora al settimanale di attualità culturale Les Inrockuptibles, con regolari contributi alle rubriche cinema, televisione e DVD.
Tra il 2004 e il 2009, Olivier Père è stato delegato generale della Quinzaine des Réalisateurs, sezione indipendente del Festival di Cannes, organizzata dalla SRF (Société des Réalisateurs de Films).
Dal 1º settembre del 2009 alla fine di agosto 2012 è stato il direttore artistico del Festival del film Locarno.